# Drongo de crinera
El drongo de crinera (Dicrurus hottentottus) és un ocell de la família dels dicrúrids (Dicruridae).

## Hàbitat i distribució
Habita la selva humida, manglars i zones més obertes en un ample territori que va des del l'Himàlaia i turons del sud, nord i est de l'Índia cap a l'est fins Myanmar i centre i sud de la Xina, cap al sud, a través del Sud-est Asiàtic (excepte Malaca) fins Sumatra, les illes Mentawai, Java, Bali, nord de Borneo, Sulawesi, incloent la major part de les illes properes i illes del Mar de Java i Moluques centrals.

## Taxonomia
Fins fa poc s'incloïen dis aquesta espècie, poblacions que habiten les Palawan i altres illes Filipines, que han estat considerades recentment pel Congrés Ornitològic Internacional, versió 13.1 2023 una espècie diferent: Dicrurus palawanensis, arran els treballs de Shakya et al. 2020